# Río Comaina
Der Río Comaina ist ein etwa 102 km langer rechter Nebenfluss des Río Cenepa in der Region Amazonas im Norden von Peru. Der Río Comaina entwässert die Ostflanke der Cordillera del Cóndor an der ecuadorianischen Grenze. Dabei durchfließt er den Westen der Provinz Condorcanqui.

## Flusslauf
Das Quellgebiet des Río Comaina liegt an der Grenze zu Ecuador in der Cordillera del Cóndor auf einer Höhe von etwa 1900 m. Der Río Comaina fließt anfangs knapp 40 km nach Süden, anschließend 12 km nach Südosten, dann 15 km in Richtung. Auf den unteren 35 Kilometern wendet sich der Río Comaina allmählich nach Osten. Bei Flusskilometer 26 trifft der wichtigste Nebenfluss, der Río Numpatkay von Südwesten kommend, auf den Río Comaina. Dieser durchbricht noch auf den letzten 5 Kilometern einen Höhenrücken, bevor er 2,5 km westlich von Huampami beim Militärstützpunkt Chávez Valdivia in den Río Cenepa mündet. Die Mündung liegt auf einer Höhe von etwa 240 m. Größere Ortschaften am Flusslauf sind Shaim, Pagata und Kusu Kubaim.

## Einzugsgebiet
Das Einzugsgebiet des Río Comaina erstreckt sich über eine Fläche von 3900 km². Es liegt in den Distrikten El Cenepa (Provinz Condorcanqui) und Imaza (Provinz Bagua). Im Westen bildet die Wasserscheide die Grenze zu Ecuador. Jenseits der Grenze befindet sich das Einzugsgebiet des Río Nangaritza. Im Südwesten grenzt das Einzugsgebiet des Río Comaina an die Einzugsgebiete der Flüsse Río Chirinos und Río Campamisa (auch Río Shimutaz) sowie im Nordosten an das des oberstrom gelegenen Río Cenepa.

## Geschichte
Das Einzugsgebiet des Río Comaina war in der Vergangenheit zwischen den beiden Staaten Ecuador und Peru umstritten. 1995 fand als letzter mehrerer kriegerischer Auseinandersetzungen der Cenepa-Krieg statt.